# Thể loại phim
Thể loại phim hay dòng phim (tiếng Anh: film genre) hay còn gọi là thể loại điện ảnh, là một phương pháp cơ bản để phân loại phim trong điện ảnh. Việc xác định thể loại của một bộ phim được dựa trên nhiều yếu tố, trong đó quan trọng nhất là kịch bản phim. Một bộ phim, tùy cách phân tích khác nhau, có thể thuộc các thể loại khác nhau, vì vậy việc phân loại phim theo thể loại đôi khi cũng bị các nhà phê bình phim chỉ trích là làm sai lệch ý tưởng của biên kịch và đạo diễn.

## Cách chia thể loại
Thể loại phim thường được chia theo bối cảnh phim (setting), kiểu phim (mood), dạng thực hiện (format) và đối tượng hướng tới (target audience).
Dưới đây là một số thể loại phim cơ bản được phân chia dựa vào cơ sở trên. Chúng thường được phân chia nhỏ hơn nữa thành các tiểu thể loại (subgenre) và cũng có tạo thành các thể loại hỗn hợp:

### Dựa theo bối cảnh
- Phim tội phạm (Crime film): Bối cảnh phim là các hoạt động tội ác, thường có sự đối đầu giữa cảnh sát và tội phạm. Một phim được xếp vào thể loại hình sự thường sẽ có thêm thể loại phụ là hành động vì kịch bản phim rất hay có cảnh truy đuổi và đối đầu giữa cảnh sát và tội phạm
- Phim lịch sử (History film): Bối cảnh phim là các thời điểm trong quá khứ, thường gắn với các sự kiện lịch sử quan trọng
- Phim chiến tranh (War film): Bối cảnh là các trận chiến và thời gian chiến tranh, đây cũng có thể coi là tiểu thể loại của phim lịch sử nếu các sự kiện chiến tranh là có thật trong quá khứ
- Phim khoa học viễn tưởng (Sci-Fi film): Bối cảnh phim có xuất hiện những công nghệ, kỹ thuật hiện đại chưa hoặc không có thật trong thực tế (như du hành thời gian,...), thời gian của phim thường được đặt ở tương lai
- Phim thể thao (Sport film): Bối cảnh là các sự kiện thể thao hoặc các sân thi đấu
- Phim viễn Tây (Western  film): Bối cảnh thường là cuộc sống và thiên nhiên ở miền Tây Hoa Kỳ. Các phim miền Tây thường là phim hành động
- Phim kiếm hiệp (thường được biết là phim võ hiệp/"wuxia", film kiếm hiệp Trung Quốc): Phim đặc trưng của châu Á, thường có bối cảnh là thời phong kiến và có rất nhiều cuộc giao tranh bằng vũ khí lạnh (kiếm, đao,...). Nếu có các yếu tố phi thực tế, phim kiếm hiệp còn có thể xếp vào loại phim giả tưởng hoặc phim thần bí.
- Phim cổ trang (Historical drama): phản ánh lịch sử, phản ảnh sự thật, nhân vật lịch sử, sự kiện lịch sử như thế nào thì phản ánh như thế, không được bịa ra. Loại thứ hai là nửa thật nửa giả: Có nhân vật lịch sử thật nhưng sự kiện, sự việc có thể hư cấu hoặc sự kiện có thật nhưng nhân vật hư cấu

### Dựa theo kiểu phim
- Phim hành động (Action film): Thường bao gồm sự đối đầu giữa "cái thiện" và "cái ác" với nhiều cuộc chiến ác liệt bằng tay không hoặc vũ khí, tiết tấu nhanh và kĩ xảo điện ảnh cao.
- Phim phiêu lưu (Adventure film): Bao gồm các chuyến du hành mạo hiểm chứa đựng nhiều hiểm nguy hoặc may mắn, đôi khi có yếu tố thần thoại.
- Phim bí ẩn (Mystery film): Thường là quá trình điều tra về một bí ẩn chưa được khám phá.
- Phim hài kịch (Comedy film): Chứa đựng nhiều chi tiết hài hước để gây cười cho người xem
- Phim kinh dị có yếu tố siêu nhiên (Horror film): Là một thể loại phim với nội dung chính đưa đến cho khán giả những cảm xúc tiêu cực, gợi cho người xem nỗi sợ hãi nguyên thủy nhất thông qua cốt truyện, nội dung phim, những hình ảnh rùng rợn, bí hiểm, ánh sáng mờ ảo, những âm thanh rùng rợn, nhiều cảnh máu me, chết chóc... hay có những cảnh giật mình thông qua các sự kiện hoặc nhân vật có nguồn gốc siêu nhiên (như ma quỷ, người ngoài hành tinh, thế lực huyền bí...), do đó thể loại phim này đôi khi có chồng lấn với các thể loại phim giả tưởng, viễn tưởng.[1]
- Phim giật gân (Thriller film): Là một thể loại rộng lớn của văn chương, phim ảnh, truyền hình có sử dụng yếu tố hồi hộp, căng thẳng như là yếu tố chính của phim. Phim giật gân rất kích thích tâm trạng của người xem, đem lại cho họ một mức độ cao của sự mong đợi, kỳ vọng cực cao, không chắc chắn, bất ngờ, lo lắng... Phim thể loại này thường có xu hướng gay cấn gấp rút, gai góc và nhịp độ nhanh.[2] Thể loại phim giật gân phổ biến nhất là: phim giật gân tâm lý, phim giật gân tội phạm, phim giật gân khiêu dâm và phim giật gân bí ẩn.[3]
- Phim kỳ ảo (Fantasy film): bối cảnh không có thực, thường liên quan tới hiện tượng siêu nhiên, magic.Phim tưởng tượng được đánh giá là khác xa với thể loại phim Kinh dị hoặc Phim Khoa học Viễn tưởng.
- Phim chính kịch (Drama film): Thường tập trung nói về cuộc đời hoặc một giai đoạn trong cuộc đời của nhân vật chính
- Phim lãng mạn (Romance film): Tập trung khai thác tình yêu lãng mạn giữa các nhân vật chính
- Phim khiêu dâm (Erotic film): Chủ yếu là có những hình ảnh mang tính tình dục như: giường chiếu, khỏa thân,..

### Dựa theo kiểu thực hiện
- Phim hoạt hình: Thay vì quay các hình ảnh có sẵn, các cảnh trong phim hoạt hình được thực hiện bằng hình vẽ, trước đây là do họa sĩ vẽ tay còn hiện nay trong nhiều phim công đoạn này được vẽ bằng máy vi tính
- Phim tài liệu: Phim được quay trực tiếp dựa vào các hình ảnh ngoài thực tế, không có hoặc rất ít các chỉ đạo diễn xuất của đạo diễn. Nếu các sự kiện được mô tả trong phim mới xảy ra có tính chất thời sự cao thì phim sẽ được xếp vào thể loại phim thời sự
- Phim khoa học: Là một dạng phim tài liệu tập trung vào các hiện tượng, công trình mang tính khoa học
- Phim ca nhạc: Các nhân vật ít thoại hơn bình thường, thay vào đó là nhiều bài hát do chính các diễn viên thể hiện

### Dựa vào đối tượng
- Phim trẻ em: Là các phim có nội dung dành cho trẻ em, phim thường có nội dung đơn giản, dễ hiểu, nhiều màu sắc và thường là phim hài
- Phim gia đình: Hướng tới đối tượng là mọi lứa tuổi thường có trong một gia đình, phim thích hợp để xem tập thể, thường có kết cục có hậu (happy ending) và hay được phát hành vào các dịp nghỉ như Giáng sinh.
- Phim người lớn: Hướng đối tượng cho những người trưởng thành, thường có nội dung phức tạp hơn và bao gồm những cảnh tình dục, bạo lực. Phim người lớn còn có thể hiểu là phim khiêu dâm.
- Phim cult (cult film): Dành cho số lượng người xem đặc biệt, Được sáng tác dựa trên ý tưởng cá nhân của đạo diễn và biên kịch, thường là cực kì khó hiểu và rất kén khán giả, tuy nhiên những ai đã thực sự hiểu thì sẽ rất hâm mộ dạng phim này

## Chỉ trích
Một số người cho rằng phim cần được phân chia theo phong cách thực hiện (style) thay vì thể loại (genre). Phong cách thực hiện được thể hiện qua các công đoạn làm phim như quay phim, biên tập phim, âm thanh...
Rất nhiều bộ phim được chia thể loại dựa trên các bài phê bình có tính quảng cáo và thu hút khán giả đến rạp vì thông thường các bộ phim hài hước sẽ ăn khách hơn các bộ phim bi, hoặc các bộ phim giả tưởng (trong thập niên 2000) sẽ thu hút khán giả vì đây đang là trào lưu của Hollywood.